# Afaese Manoa
Afaese Manoa (1942-) est un écrivain et musicien tuvaluan compositeur de Tuvalu mo te Atua, chanson choisie comme l'hymne national des Tuvalu après l'indépendance de ce pays vis-à-vis du Royaume-Uni en 1978.